# 埃米爾·拜加津
埃米爾·肯薩加濟維奇·拜加津（1984年7月19日—）是哈薩克電影導演。

## 生平
高中畢業後，埃米爾·拜加津曾在演員學校學習默劇演出；2004年他進入哈薩克國立藝術學院主修電影，並於2007年參加由釜山國際影展舉辦的亞洲電影學院。2013年，他完成首部劇情長片《青春殘酷練習曲》，獲選為第63屆柏林影展正式競賽片，首映後獲得影評極高評價，最終獲得傑出藝術貢獻銀熊獎（攝影）。
2016年，他完成第二部劇情長片《折翼少年殘酷記事》，進入第66屆柏林影展電影大觀單元；2018年，他以第三部長片《河畔少年的殘酷青春》於第75屆威尼斯影展地平線單元獲得最佳導演獎。

## 電影作品

### 劇情長片
- 2013年:《青春殘酷練習曲》（Уроки гармонии）
- 2016年:《折翼少年殘酷記事》（Жаралы періште）
- 2018年:《河畔少年的殘酷青春（英语：The River (2018 film)）》（Өзен）

## 外部連結
- 埃米爾·拜加津在互联网电影资料库（IMDb）上的資料（英文）